# Glossocardia
 Glossocardia   Cass., 1817 è un genere di piante angiosperme dicotiledoni della famiglia delle Asteraceae, sottofamiglia Asteroideae, tribù Coreopsideae e sottotribù Chrysanthellinae.

## Etimologia
Il nome del genere deriva da due parole greche "glossa" (= lingua) e "cardia" (= cuore).
Il nome scientifico del genere è stato definito dal botanico Alexandre Henri Gabriel de Cassini (1781-1832) nella pubblicazione " Bulletin des Sciences, par la Société Philomatique" (  Bull. Sci. Soc. Philom. Paris 1817: 138) del 1817.

## Descrizione

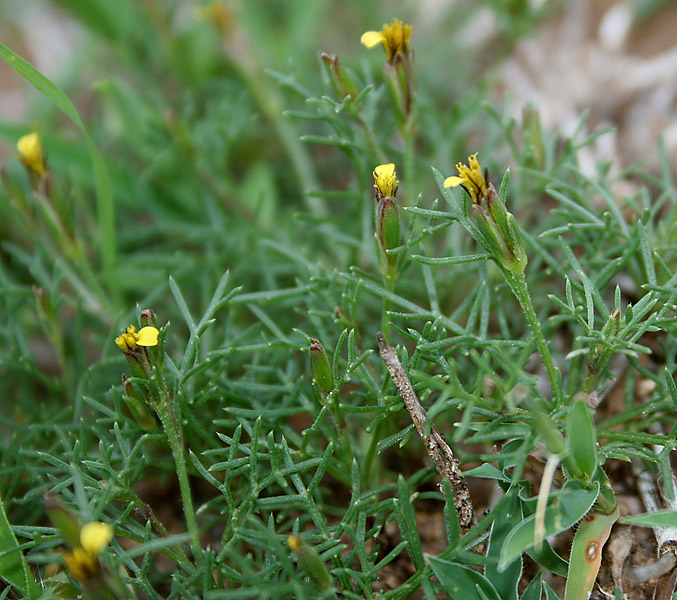
Il portamento
Glossocardia bosvallia

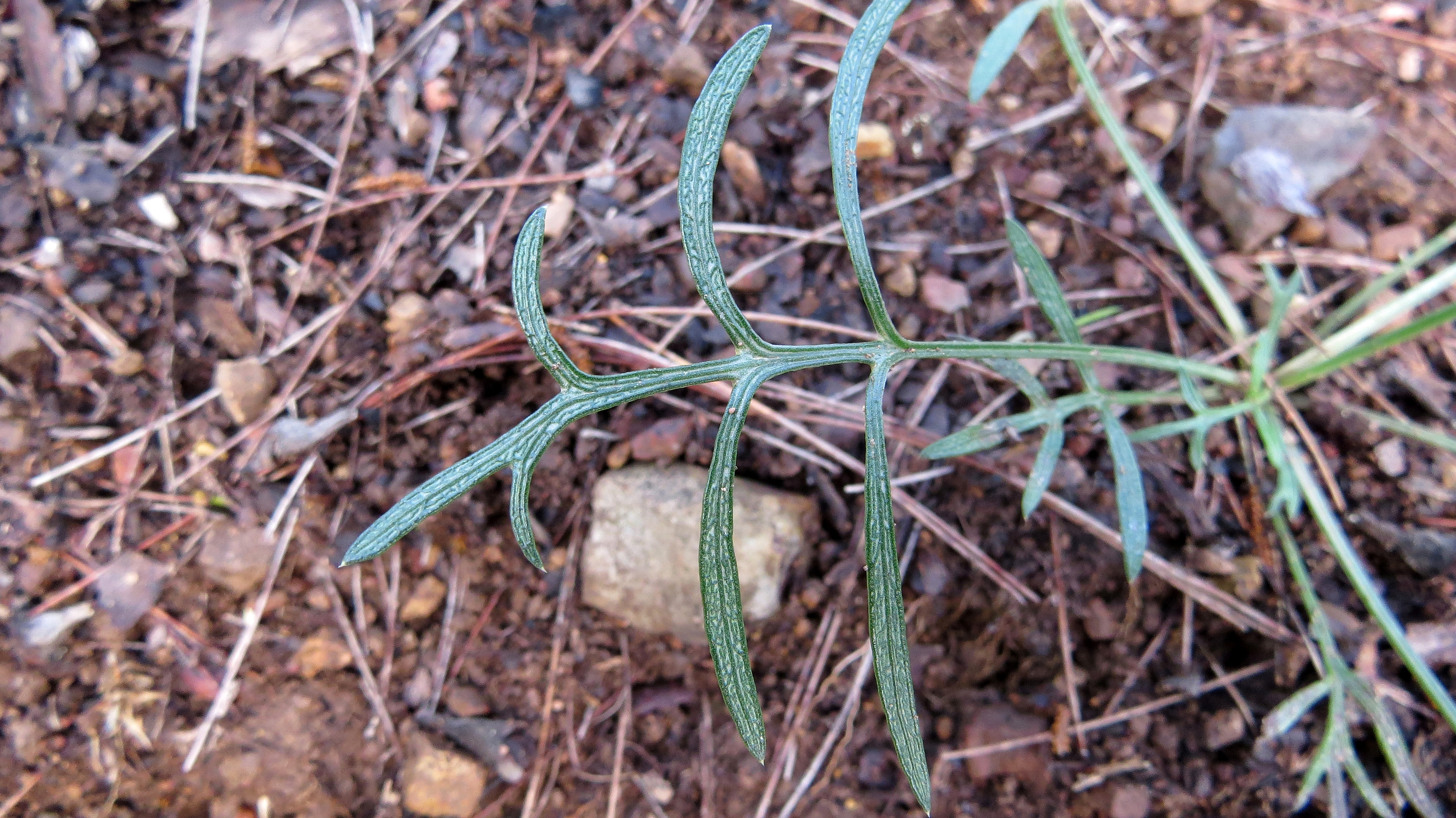
Le foglie
Glossocardia bidens

Portamento. Le piante di questo genere hanno un habitus erbaceo con ciclo biologico annuale o perenne. In genere sono glabre.
Fusto. La parte aerea in è eretta, semplice o ramosa. Può essere prostrata.
Foglie. Le foglie lungo il caule hanno una disposizione alternata; quelle più alte sono opposte. Quelle inferiori qualche volta formano una rosetta basale sessili o picciolate. La lamina è intera o sezionata (1-2- pennatifida).
Infiorescenza. Le sinflorescenze sono formate sia da capolini terminali, solitari e per lo più con lunghi peduncoli, e quindi in apparenza scapose, ma anche di tipo panicolato, aperte e cimose. Le infiorescenze vere e proprie sono composte da un capolino terminale peduncolato generalmente di tipo radiato con fiori eterogami. I capolini sono formati da un involucro, con forme cilindriche o campanulate, composto da diverse brattee al cui interno un ricettacolo fa da base ai fiori di due tipi: fiori del raggio e fiori del disco. Le brattee sono persistenti sono dimorfe, hanno dimensioni scalate e sono disposte su 2-3 serie. Quelle esterne si presentano erbacee, quelle più interne sono più piccole-filiformi, erette e scariose. Il ricettacolo, piatto, è provvisto di pagliette di protezione della base di fiori.
Fiori.  I fiori sono tetra-ciclici (formati cioè da 4 verticilli: calice – corolla – androceo – gineceo) e pentameri (calice e corolla formati da 5 elementi). Si distinguono in:
- fiori del raggio (esterni): sono femminili (fertili o sterili) e sono disposti su una o più serie; la forma è ligulata (zigomorfa);
- fiori del disco (centrali): hanno forme brevemente tubulose (attinomorfe); sono ermafroditi o funzionalmente staminali.

- Formula fiorale:

*/x K {\displaystyle \infty }, [C (5), A (5)], G 2 (infero), achenio 
- Calice: i sepali del calice sono ridotti ad una coroncina di squame.

- Corolla:

- fiori del raggio: hanno le corolle atrofizzate, altrimenti le ligule sono trilobate e sono colorate di giallo, bianco, rosa o porpora;
- fiori del disco: la forma è tubulare bruscamente divaricata in 5 lobi (corolle pentamere, raramente tetramere); i lobi, patenti o eretti, hanno una forma deltata o più o meno lanceolata; il tubo è breve o di lunghezza uguale alla gola; il colore è giallo, giallo-arancio o bianco.

- Androceo: l'androceo è formato da 5 stami sorretti da filamenti generalmente liberi; gli stami sono connati e formano un manicotto circondante lo stilo.[12] Le appendici delle antere hanno delle forme ovate senza canali resinosi. Il colore delle antere varia da giallo a marrone. Il tessuto endoteciale (rivestimento interno dell'antera) è quasi sempre polarizzato (con due superfici distinte: una verso l'esterno e una verso l'interno). Il polline è sferico con un diametro medio di circa 25 micron;  è tricolporato (con tre aperture sia di tipo a fessura che tipo isodiametrica o poro) ed è echinato (con punte sporgenti).

- Gineceo: l'ovario è infero uniloculare formato da 2 carpelli.[12] I bracci dello stilo (gli stigmi) sono papillosi e assottigliati all'apice (filiformi); la loro lunghezza coincide con la lunghezza delle aree stigmatiche.

Frutti. I frutti sono degli acheni con pappo. Gli acheni sono ob-compressi (raramente compressi), quadrati, oblunghi o lineari-lanceolati; il colore è nero o bruno, glabri o densamente pubescenti. Il pappo è formato da 2 scaglie; a volte il pappo è assente.

## Biologia
Impollinazione: l'impollinazione avviene tramite insetti (impollinazione entomogama tramite farfalle diurne e notturne).

Riproduzione: la fecondazione avviene fondamentalmente tramite l'impollinazione dei fiori (vedi sopra).

Dispersione: i semi (gli acheni) cadendo a terra sono successivamente dispersi soprattutto da insetti tipo formiche (disseminazione mirmecoria). In questo tipo di piante avviene anche un altro tipo di dispersione: zoocoria. Infatti gli uncini delle brattee dell'involucro (se presenti) si agganciano ai peli degli animali di passaggio disperdendo così anche su lunghe distanze i semi della pianta. Inoltre per merito del pappo (se presente) il vento può trasportare i semi anche a distanza di alcuni chilometri (disseminazione anemocora).

## Distribuzione e habitat
Le specie di questo genere sono distribuite in Africa, Asia orientale (e India) e Australia.

## Sistematica
La famiglia di appartenenza di questa voce (Asteraceae o Compositae, nomen conservandum) probabilmente originaria del Sud America, è la più numerosa del mondo vegetale, comprende oltre 23.000 specie distribuite su 1.535 generi, oppure 22.750 specie e 1.530 generi secondo altre fonti (una delle checklist più aggiornata elenca fino a 1.679 generi). La famiglia attualmente (2021) è divisa in 16 sottofamiglie; la sottofamiglia Asteroideae è una di queste e rappresenta l'evoluzione più recente di tutta la famiglia.

### Filogenesi
Il gruppo di questa voce è descritto nella sottotribù Chrysanthellinae caratterizzata da un portamento cespuglioso, da un ricettacolo privo di pagliette e da una distribuzione soprattutto australe.
Nell'ambito filogenetico della sottotribù  Glossocardia  si trova nel "core" del gruppo e insieme al genere Isostigma  forma un "gruppo fratello al resto della sottotribù.
I caratteri distintivi del genere sono:
- le ligule dei fiori del raggio sono trifide;
- i tubi delle corolle dei fiori del disco sono lunghi come le gole.

Il numero cromosomico delle specie di questa voce è: 2n = 24.

### Elenco delle specie
Questo genere ha 13 specie:
- Glossocardia alorensis Veldkamp & Kreffer
- Glossocardia andamanica  Karthig., Rasingam & Arisdason
- Glossocardia bidens  (Retz.) Veldkamp
- Glossocardia bosvallia  (L.f.) DC.
- Glossocardia calva  (Sch.Bip. ex Miq.) Veldkamp
- Glossocardia condorensis  (Gagnep.) Veldkamp
- Glossocardia integrifolia  (Gagnep.) Veldkamp
- Glossocardia josephinae  Veldkamp & Kreffer
- Glossocardia leschenaultii  (Cass.) Veldkamp
- Glossocardia orthochaeta  (F.Muell.) Veldkamp
- Glossocardia refracta  Veldkamp
- Glossocardia smithii  (Backer) Veldkamp
- Glossocardia tridentata  (Turcz.) Veldkamp

### Sinonimi
Sono elencati alcuni sinonimi per questa entità:
- Glossogyne Cass.
- Guerreroia  Merr.
- Gynactis  Cass.
- Neuractis  Cass.